# Coppa delle Coppe (pallamano maschile)
La Coppa delle Coppe (in inglese Cup Winners' Cup) era, in ordine di importanza, la seconda competizione europea di pallamano maschile per club ed era riservata alle squadre vincitrici delle coppe nazionali durante la stagione precedente.

Istituita nel 1975 essa venne organizza dalla IHF fino al 1993, anno in cui l'organizzazione passò alla EHF.

L'ultima edizione del torneo fu disputata nel 2011-2012; dall'anno successivo il torneo si fuse con la EHF Cup.

L'FC Barcellona è la squadra che con 5 successi vanta più titoli nella competizione; a seguire, il VfL Gummersbach con 4.

A livello di Federazioni la Spagna vanta ben 17 vittorie seguita dalla Germania con 12.

## Statistiche

### Albo d'oro
| Edizione    | Data                                           | Vincitore                | Punteggio                        | Finalista                | Sede/i finale/i                                 | Spettatori |
| ----------- | ---------------------------------------------- | ------------------------ | -------------------------------- | ------------------------ | ----------------------------------------------- | ---------- |
| 1975 - 1976 | 10 aprile 1976                                 | BM Granollers            | 26 - 24                          | GWD Minden               | Granollers                                      |            |
| 1976 - 1977 | 24 aprile 1977                                 | MAI Mosca                | 18 - 17                          | SC Magdeburgo            | Zaporižžja                                      |            |
| 1977 - 1978 | 5 maggio 1978                                  | VfL Gummersbach          | 15 - 13                          | RK Jeleznicar Nis        | Dortmund                                        |            |
| 1978 - 1979 | Andata: 5 maggio 1979 Ritorno: 13 maggio 1979  | VfL Gummersbach          | Andata: 15 - 18 Ritorno: 15 - 11 | SC Magdeburgo            | Andata: Magdeburgo Ritorno: Dortmund            |            |
| 1979 - 1980 | Andata: 30 marzo 1980 Ritorno: 20 aprile 1980  | CB Calpisa Alicante      | Andata: 20 - 15 Ritorno: 16 - 18 | VfL Gummersbach          | Andata: Alicante Ritorno: Dortmund              |            |
| 1980 - 1981 | Andata: 19 aprile 1981 Ritorno: 26 aprile 1981 | TUS Nettlestedt Lubecca  | Andata: 17 - 14 Ritorno: 16 - 18 | HC Empor Rostock         | Andata: Lubecca Ritorno: Rostock                |            |
| 1981 - 1982 | Andata: 2 maggio 1982 Ritorno: 8 maggio 1982   | HC Empor Rostock         | Andata: 14 - 17 Ritorno: 22 - 18 | HC Dukla Praga           | Andata: Praga Ritorno: Rostock                  |            |
| 1982 - 1983 | Andata: 23 aprile 1983 Ritorno: 30 aprile 1983 | SKA Minsk                | Andata: 34 - 22 Ritorno: 24 - 26 | CS Dinamo București      | Andata: Minsk Ritorno: Bucarest                 |            |
| 1983 - 1984 | 24 marzo 1984                                  | FC Barcelona             | 24 - 21                          | Sloga Doboj              | Barcellona                                      |            |
| 1984 - 1985 | Andata:1985 Ritorno:1985                       | FC Barcelona             | Andata: 23 - 30 Ritorno: 27 - 20 | CSKA Mosca               | Andata: Mosca Ritorno: Barcellona               |            |
| 1985 - 1986 | Andata:1986 Ritorno:1986                       | FC Barcelona             | Andata: 20 - 18 Ritorno: 19 - 21 | TV Grosswallstadt        | Andata: Barcellona Ritorno: Großwallstadt       |            |
| 1986 - 1987 | Andata:1987 Ritorno:1987                       | CSKA Mosca               | Andata: 16 - 18 Ritorno: 22 - 17 | ZMC Amicitia             | Andata: Zurigo Ritorno: Mosca                   |            |
| 1987 - 1988 | Andata:1988 Ritorno: 23 maggio 1988            | SKA Minsk                | Andata: 21 - 24 Ritorno: 27 - 15 | TV Grosswallstadt        | Andata: Großwallstadt Ritorno: Minsk            |            |
| 1988 - 1989 | Andata:6 maggio 1989 Ritorno:1989              | TUSEM Essen              | Andata: 16 - 17 Ritorno: 19 - 16 | US Créteil               | Andata: Créteil Ritorno: Essen                  |            |
| 1989 - 1990 | Andata:24 maggio 1990 Ritorno:29 maggio 1990   | Club Balonmano Cantabria | Andata: 22 - 24 Ritorno: 23 - 18 | HK Drott                 | Andata: Halmstad Ritorno: Santander             |            |
| 1990 - 1991 | Andata:4 maggio 1991 Ritorno:20 maggio 1991    | TSV Milbertshofen        | Andata: 15 - 20 Ritorno: 24 - 16 | Bidasoa Irún             | Andata: Irun Ritorno: Milbertshofen-Am Hart     |            |
| 1991 - 1992 | Andata:2 maggio 1992 Ritorno:17 maggio 1992    | KC Veszprém              | Andata: 24 - 14 Ritorno: 27 - 20 | TSV Milbertshofen        | Andata: Veszprém Ritorno: Milbertshofen-Am Hart |            |
| 1992 - 1993 | Andata:23 maggio 1993 Ritorno:30 maggio 1993   | OM Vitrolles             | Andata: 22 - 23 Ritorno: 23 - 21 | KC Veszprém              | Andata: Veszprém Ritorno: Marsiglia             |            |
| 1993 - 1994 | Andata:24 maggio 1994 Ritorno:30 maggio 1994   | FC Barcelona             | Andata: 20 - 23 Ritorno: 26 - 14 | OM Vitrolles             | Andata: Marsiglia Ritorno: Barcellona           |            |
| 1994 - 1995 | Andata:16 aprile 1995 Ritorno:22 aprile 1995   | FC Barcelona             | Andata: 31 - 24 Ritorno: 26 - 22 | GOG Gudme                | Andata: Gudme Ritorno: Barcellona               |            |
| 1995 - 1996 | Andata:20 aprile 1996 Ritorno:27 aprile 1996   | TBV Lemgo                | Andata: 24 - 19 Ritorno: 25 - 26 | Club Balonmano Cantabria | Andata: Lemgo Ritorno: Santander                |            |
| 1996 - 1997 | Andata:12 aprile 1997 Ritorno:19 aprile 1997   | Bidasoa Irún             | Andata: 24 - 19 Ritorno: 17 - 19 | KC Veszprém              | Andata: Irun Ritorno: Veszprém                  |            |
| 1997 - 1998 | Andata:18 aprile 1998 Ritorno:25 aprile 1998   | Club Balonmano Cantabria | Andata: 30 - 15 Ritorno: 36 - 24 | HSG Dutenhofen           | Andata: Santander Ritorno: Dutenhofen           |            |
| 1998 - 1999 | Andata:10 aprile 1999 Ritorno:17 aprile 1999   | CB Ademar León           | Andata: 19 - 20 Ritorno: 32 - 23 | Club Balonmano Cantabria | Andata: Santander Ritorno: León                 |            |
| 1999 - 2000 | Andata:23 aprile 2000 Ritorno:30 aprile 2000   | SDC San Antonio          | Andata: 28 - 19 Ritorno: 20 - 26 | Dunaferr SE              | Andata: Pamplona Ritorno: Dunaújváros           |            |
| 2000 - 2001 | Andata:21 aprile 2001 Ritorno:28 aprile 2001   | SG Flensburg-Handewitt   | Andata: 32 - 25 Ritorno: 19 - 24 | CB Ademar León           | Andata: Flensburgo Ritorno: León                |            |
| 2001 - 2002 | Andata:20 aprile 2002 Ritorno:28 aprile 2002   | BM Ciudad Real           | Andata: 31 - 22 Ritorno: 27 - 32 | SG Flensburg-Handewitt   | Andata: Ciudad Real Ritorno: Flensburgo         |            |
| 2002 - 2003 | Andata:26 aprile 2003 Ritorno:4 maggio 2003    | BM Ciudad Real           | Andata: 33 - 27 Ritorno: 24 - 24 | Redbergslids IK          | Andata: Ciudad Real Ritorno: Göteborg           |            |
| 2003 - 2004 | Andata:17 aprile 2004 Ritorno:24 aprile 2004   | SDC San Antonio          | Andata: 31 - 30 Ritorno: 30 - 26 | CBM Valladolid           | Andata: Valladolid Ritorno: Pamplona            |            |
| 2004 - 2005 | Andata:1º maggio 2005 Ritorno:8 maggio 2005    | CB Ademar León           | Andata: 37 - 25 Ritorno: 31 - 25 | RK Zagabria              | Andata: León Ritorno: Zagabria                  |            |
| 2005 - 2006 | Andata:23 aprile 2006 Ritorno:29 aprile 2006   | Čechovskie Medvevi       | Andata: 29 - 36 Ritorno: 32 - 24 | CBM Valladolid           | Andata: Valladolid Ritorno: Čechov              |            |
| 2006 - 2007 | Andata:22 aprile 2007 Ritorno:29 aprile 2007   | HSV Amburgo              | Andata: 28 - 24 Ritorno: 33 - 37 | CB Ademar León           | Andata: Amburgo Ritorno: León                   |            |
| 2007 - 2008 | Andata:3 maggio 2008 Ritorno:10 maggio 2008    | KC Veszprém              | Andata: 37 - 32 Ritorno: 28 - 28 | Rhein-Neckar Löwen       | Andata: Veszprém Ritorno: Mannheim              |            |
| 2008 - 2009 | Andata:23 maggio 2009 Ritorno:30 maggio 2009   | CBM Valladolid           | Andata: 30 - 31 Ritorno: 24 - 23 | HSG Nordhorn             | Andata: Nordhorn Ritorno: Valladolid            |            |
| 2009 - 2010 | Andata:22 maggio 2010 Ritorno:27 maggio 2010   | VfL Gummersbach          | Andata: 34 - 25 Ritorno: 33 - 37 | BM Granollers            | Andata: Gummersbach Ritorno: Granollers         |            |
| 2010 - 2011 | Andata:15 maggio 2011 Ritorno:20 maggio 2011   | VfL Gummersbach          | Andata: 30 - 28 Ritorno: 26 - 26 | Tremblay en France       | Andata: Tremblay-en-France Ritorno: Gummersbach |            |
| 2011 - 2012 | Andata:20 maggio 2012 Ritorno:25 maggio 2012   | SG Flensburg-Handewitt   | Andata: 34 - 33 Ritorno: 32 - 28 | VfL Gummersbach          | Andata: Gummersbach Ritorno: Flensburgo         |            |

### Riepilogo edizioni vinte per squadra
| Numero | Club                              | Anni                                        |
| ------ | --------------------------------- | ------------------------------------------- |
| 5      | FC Barcelona                      | 1983-84, 1984-85, 1985-86, 1993-94, 1994-95 |
| 4      | VfL Gummersbach                   | 1977-78, 1978-79, 2009-10, 2010-11          |
| 2      | SG Flensburg-Handewitt            | 2000-01, 2011-12                            |
| 2      | KC Veszprém                       | 1991-92, 2007-08                            |
| 2      | / CSKA Mosca / Čechovskie Medvevi | 1986-87, 2005-06                            |
| 2      | CB Ademar León                    | 1998-99, 2004-05                            |
| 2      | SDC San Antonio                   | 1999-00, 2003-04                            |
| 2      | BM Ciudad Real                    | 2001-02, 2002-03                            |
| 2      | Club Balonmano Cantabria          | 1989-90, 1997-98                            |
| 2      | SKA Minsk                         | 1982-83, 1987-88                            |
| 1      | CBM Valladolid                    | 2008-09                                     |
| 1      | HSV Amburgo                       | 2006-07                                     |
| 1      | Bidasoa Irún                      | 1996-97                                     |
| 1      | TBV Lemgo                         | 1995-96                                     |
| 1      | OM Vitrolles                      | 1992-93                                     |
| 1      | TSV Milbertshofen                 | 1990-91                                     |
| 1      | TUSEM Essen                       | 1988-89                                     |
| 1      | HC Empor Rostock                  | 1981-82                                     |
| 1      | TUS Nettlestedt Lubecca           | 1980-81                                     |
| 1      | CB Calpisa Alicante               | 1979-80                                     |
| 1      | MAI Mosca                         | 1976-77                                     |
| 1      | BM Granollers                     | 1975-76                                     |

### Riepilogo edizioni vinte per nazione
| Numero | Nazioni          | Club |
| ------ | ---------------- | --- |
| 17     | Spagna           | FC Barcelona - 5 titoli BM Ciudad Real - 2 titoli CB Ademar León - 2 titoli Club Balonmano Cantabria - 2 titoli SDC San Antonio - 2 titoli Bidasoa Irún - 1 titolo BM Granollers - 1 titolo CB Calpisa Alicante - 1 titolo CBM Valladolid - 1 titolo |
| 12     | Germania         | VfL Gummersbach - 4 titoli SG Flensburg-Handewitt - 2 titoli HC Empor Rostock - 1 titolo HSV Amburgo - 1 titolo TBV Lemgo - 1 titolo TUSEM Essen - 1 titolo TUS Nettlestedt Lubecca - 1 titolo TSV Milbertshofen - 1 titolo                          |
| 4      | Unione Sovietica | SKA Minsk - 2 titoli CSKA Mosca - 1 titolo MAI Mosca - 1 titolo |
| 2      | Ungheria         | KC Veszprém - 2 titoli |
| 1      | Francia          | OM Vitrolles - 1 titolo |
| 1      | Russia           | Čechovskie Medvevi - 1 titolo |